# Roddy Doyle
Roddy Doyle lub (irl.) Ruaidhrí Ó Dúill (ur. 8 maja 1958 w Dublinie) – irlandzki pisarz, dziennikarz, dramaturg i scenarzysta.

## Życiorys
Pracował jako nauczyciel języka angielskiego oraz geografii w jednej z dublińskich szkół, jednak od 1993 utrzymuje się z pisania. Zadebiutował w 1987 powieścią The Commitments, pierwszą częścią cyklu powieściowego o soulowym zespole z Dublina i rodzinie Rabbittów. Wszystkie trzy tomy zostały sfilmowane. Ekranizację, zatytułowaną The Commitments, wyreżyserował Alan Parker, a kolejne części cyklu, The Snapper i The Van, Stephen Frears.
W 1993 wydał Paddy Clarke Ha! Ha! Ha!. Książka została nagrodzona Nagrodą Bookera. Bohaterem i narratorem powieści jest dziesięcioletni chłopiec dorastający na przedmieściach Dublina w latach 60. XX wieku. Główna postać książki Kobieta, która wpadała na drzwi to Paula Spencer, sprzątaczka maltretowana przez męża. Stała się także bohaterką powieści wydanej w 2006, zatytułowanej Paula Spencer.
W 1999 ukazała się Gwiazda zwana Henry, utwór rozgrywający się w pierwszych dekadach XX wieku. Opowiada o Henrym Smarcie, nastolatku mieszkającym w slumsach, a następnie żołnierzu Irlandzkiej Armii Republikańskiej walczącym o niepodległość Irlandii. Kontynuacją tej książki jest Oh, Play That Thing!.

## Powieści
- Cykl powieści o Barrytown:
  - The Commitments(inne języki) (The Commitments 1987, ekranizacja w 1991), wyd. pol. 2002 w tłumaczeniu Tomasza Bieronia, Zysk i S-ka[2]
  - Dzidziuś(inne języki) (The Snapper 1990, ekranizacja w 1993), wyd. pol. 1995 w tłumaczeniu Jacka Manickiego, Wydawnictwo Amber[3]
  - Furgonetka(inne języki) (The Van 1991, ekranizacja w 1996), wyd. pol. 1996 w tłumaczeniu Jacka Manickiego, Wydawnictwo Amber[4]
  - Paddy Clarke Ha! Ha! Ha!(inne języki) (Paddy Clarke Ha Ha Ha 1993), wyd. pol. 1995 w tłumaczeniu Bożenny Stokłosy, Wydawnictwo Amber[5]
  - The Guts(inne języki) (2013)
- Cykl powieści o Pauli Spencer:
  - Kobieta, która wpadała na drzwi(inne języki) (The Woman Who Walked Into Doors 1996), wyd. pol. 2002 w tłumaczeniu Tomasza Bieronia, Zysk i S-ka[6]
  - Paula Spencer(inne języki) (2006)
  - The Women Behind The Door (2024)
- Cykl powieści The Last Roundup: 
  - Gwiazda zwana Henry(inne języki) (A Star Called Henry 1999), wyd. pol. 2004 w tłumaczeniu Pawła Laskowicza, Zysk i S-ka[7]
  - Oh, Play That Thing!(inne języki) (2004)
  - The Dead Republic(inne języki) (2010)